# 14361 Boscovich
14361 Boscovich eller 1988 DE är en asteroid i huvudbältet som upptäcktes den 17 februari 1988 av San Vittore-observatoriet i Bologna. Den är uppkallad efter Ruđer Josip Bošković.
Asteroiden har en diameter på ungefär 8 kilometer och den tillhör asteroidgruppen Eunomia.